# Magne Simonsen
Magne Simonsen (Slemmestad, 13 luglio 1988) è un ex calciatore norvegese, di ruolo difensore.

## Carriera

### Club

#### L'esordio e l'affermazione
Simonsen ha cominciato la carriera professionistica con la maglia del Lyn Oslo. Ha esordito nella prima squadra il 10 maggio 2006, in un incontro valido per l'edizione stagionale del Norgesmesterskapet, vinto per 0-4 in casa del Fossum. Per il debutto nell'Eliteserien ha dovuto attendere, invece, il 6 agosto dello stesso anno, sostituendo Enrique Ortiz nella vittoria per 2-0 sul Molde, con una rete messa a segno proprio dal giovane difensore.
Nel corso del 2007, è stato ceduto con la formula del prestito all'Asker, club militante nella 2. divisjon. A metà stagione è tornato però al Lyn Oslo, dove ha conquistato sempre un maggiore spazio in squadra. Il campionato 2008 è stato quello che lo ha visto imporsi definitivamente. Nel 2009, il Lyn Oslo è retrocesso però in 1. divisjon.

#### Il trasferimento al Molde
Il 1º gennaio 2010 è stato reso noto il suo passaggio a titolo definitivo al Molde. Il trasferimento è stato laborioso, a causa della difficile situazione finanziaria del Lyn Oslo, salvato dalla bancarotta pochi giorni prima. Ha esordito con questa maglia in data 14 marzo, quando è stato schierato dall'inizio nella sconfitta casalinga per 1-2 contro il Rosenborg.
Il 30 ottobre 2011 ha segnato la prima rete in campionato per la nuova squadra, contribuendo al pareggio per 2-2 contro lo Strømsgodset. Lo stesso giorno, ha festeggiato il successo in campionato del club, che ha vinto l'Eliteserien per la prima volta nella sua storia.
Il 4 ottobre 2014 ha vinto il campionato 2014 con il suo Molde, raggiungendo matematicamente il successo finale con quattro giornate d'anticipo grazie alla vittoria per 1-2 sul campo del Viking. Il 23 novembre successivo, il Molde ha centrato il successo finale nel Norgesmesterskapet 2014, ottenendo così il double.

#### Fredrikstad
Il 1º febbraio 2016, il Fredrikstad ha reso noto d'aver tesserato Simonsen, che si è legato al nuovo club con un contratto biennale. Ha esordito con questa maglia il 3 aprile, schierato titolare nella sconfitta interna per 2-3 contro il Levanger. Ha chiuso la stagione a quota 20 presenze tra campionato e coppa, con il Fredrikstad che si è classificato all'11º posto finale.
Al termine del campionato 2017, il Fredrikstad è retrocesso in 2. divisjon.

#### Byåsen
Libero da vincoli contrattuali dopo la scadenza dell'accordo con il Fredrikstad, Simonsen è stato ingaggiato dal Byåsen.

### Nazionale
Simonsen ha giocato 17 partite per la Norvegia under 21. La prima di queste l'ha disputata il 20 maggio 2008, quando ha sostituito Tore Reginiussen nei minuti finali del successo per 1-4 sul campo della Scozia, a Kilmarnock.

## Statistiche

### Presenze e reti nei club
Statistiche aggiornate al 29 dicembre 2020.
| Stagione           | Club               | Campionato         | Campionato | Campionato | Coppe nazionali | Coppe nazionali | Coppe nazionali | Coppe continentali | Coppe continentali | Coppe continentali | Supercoppe | Supercoppe | Supercoppe | Totale | Totale |
| Stagione           | Club               | Comp               | Pres       | Reti       | Comp            | Pres            | Reti            | Comp               | Pres               | Reti               | Comp       | Pres       | Reti       | Pres   | Reti   |
| ------------------ | ------------------ | ------------------ | ---------- | ---------- | --------------- | --------------- | --------------- | ------------------ | ------------------ | ------------------ | ---------- | ---------- | ---------- | ------ | ------ |
| 2006               | Lyn Oslo           | ES                 | 6          | 1          | CN              | 1               | 0               | CU                 | 0                  | 0                  | -          | -          | -          | 7      | 1      |
| gen.-ago. 2007     | Asker              | 2D                 | ?          | ?          | CN              | ?               | ?               | -                  | -                  | -                  | -          | -          | -          | ?      | ?      |
| ago.-dic. 2007     | Lyn Oslo           | ES                 | 7          | 1          | CN              | 0               | 0               | -                  | -                  | -                  | -          | -          | -          | 7      | 1      |
| 2008               | Lyn Oslo           | ES                 | 23         | 0          | CN              | 3               | 1               | -                  | -                  | -                  | -          | -          | -          | 26     | 1      |
| 2009               | Lyn Oslo           | ES                 | 29         | 0          | CN              | 3               | 0               | -                  | -                  | -                  | -          | -          | -          | 32     | 0      |
| Totale Lyn Oslo    | Totale Lyn Oslo    | Totale Lyn Oslo    | 65         | 2          |                 | 7               | 1               |                    | 0                  | 0                  |            | -          | -          | 72     | 3      |
| 2010               | Molde              | ES                 | 24         | 0          | CN              | 3               | 1               | UEL                | 4                  | 0                  | -          | -          | -          | 31     | 1      |
| 2011               | Molde              | ES                 | 25         | 1          | CN              | 4               | 0               | -                  | -                  | -                  | -          | -          | -          | 29     | 1      |
| 2012               | Molde              | ES                 | 14         | 1          | CN              | 4               | 0               | UCL+UEL            | 2+5                | 0                  | -          | -          | -          | 25     | 1      |
| 2013               | Molde              | ES                 | 9          | 0          | CN              | 4               | 1               | UCL+UEL            | 1+0                | 0                  | -          | -          | -          | 14     | 1      |
| 2014               | Molde              | ES                 | 3          | 0          | CN              | 2               | 0               | UEL                | 0                  | 0                  | -          | -          | -          | 5      | 0      |
| 2015               | Molde              | ES                 | 3          | 1          | CN              | 0               | 0               | UCL                | 0                  | 0                  | -          | -          | -          | 3      | 1      |
| Totale Molde       | Totale Molde       | Totale Molde       | 78         | 3          |                 | 17              | 2               |                    | 12                 | 0                  |            | -          | -          | 107    | 5      |
| 2016               | Fredrikstad        | 1D                 | 18         | 0          | CN              | 2               | 0               | -                  | -                  | -                  | -          | -          | -          | 20     | 0      |
| 2017               | Fredrikstad        | 1D                 | 0          | 0          | CN              | 0               | 0               | -                  | -                  | -                  | -          | -          | -          | 0      | 0      |
| Totale Fredrikstad | Totale Fredrikstad | Totale Fredrikstad | 18         | 0          |                 | 2               | 0               |                    | -                  | -                  |            | -          | -          | 20     | 0      |
| 2018               | Byåsen             | 3D                 | 21         | 0          | CN              | 0               | 0               | -                  | -                  | -                  | -          | -          | -          | 21     | 0      |
| Totale             | Totale             | Totale             | 187+       | 1+         |                 | 19+             | 3+              |                    | 12                 | 0                  |            | -          | -          | 213+   | 8+     |

## Palmarès

### Club

#### Competizioni nazionali
- Campionato norvegese: 2

Molde: 2011, 2012
- Supercoppa di Norvegia: 1

Molde: 2012